# Castell de Kōchi
El castell Kōchi (高 知 城, Kōchi-jō) és un castell japonès localitzat a Kōchi, Japó.

## Història
Després de la batalla de Sekigahara del 1600, el castell Kōchi va ser construït en el que aleshores era la província de Tosa. Va ser construït per Yamanouchi Kazutoyo, el qual va prendre el control de la província després de la victòria del clan Tokugawa. El castell va ser construït com a part d'una estratègia per fer Otakasa més fàcil de defensar.
La construcció va començar el 1601 i va ser acabada el 1611. La majoria de la fortalesa va quedar destruïda quan aquesta es va cremar el 1727. Va ser reconstruïda més tard entre 1729 i 1753 d'acord amb l'estil original. El castell va gaudir d'una restauració més gran entre 1948 i 1959. Com que aquest castell mai va veure activitat bèl·lica, aquest castell és l'únic que encara compta amb el tenshu i el palau originals, de fet és l'únic que compta també amb el honmaru original i no repliques com en la majoria de castells japonesos. Actualment els jardins són especialment populars durant el hanami.

### Turó Otakasa
S'havien dut a terme dos intents previs de construir castells al turó d'Otakasa, però tots dos van fallar. El primer intent va ser d'Otakasa Matsuomaru a la fi del període Heian. El segon va ser en 1588 pel conqueridor de Shikoku, Chosokaba Motochika. L'àrea al voltant del turó durant aquest període era massa fangós a causa dels sediments pluvials del riu Kagami, de manera que els intents anteriors per construir en aquest lloc van ser infructuosos.

### Tresor nacional
Com un dels dotze castells intactes del Japó, el castell Kōchi era popularment anomenat Tresor Nacional abans que fos proclamada la Llei Nacional de Protecció de Tresors de 1950. Després que la llei va ser abolida, va ser considerada com "Actiu Cultural Important".